# Tepání

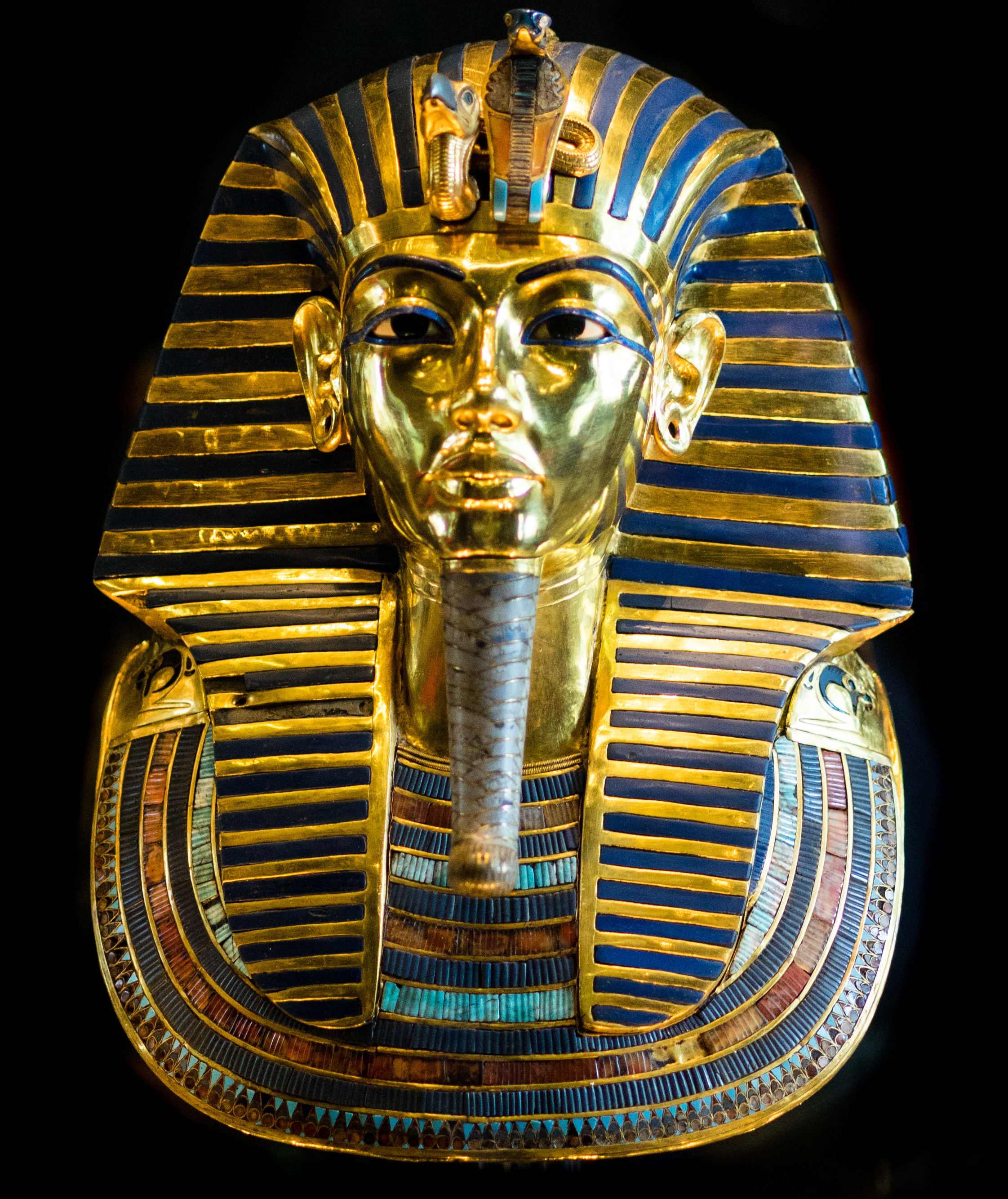
Pohřební maska krále Tutanchamona (váží 11 kilogramů, je ze zlata, skla a drahých kamenů)

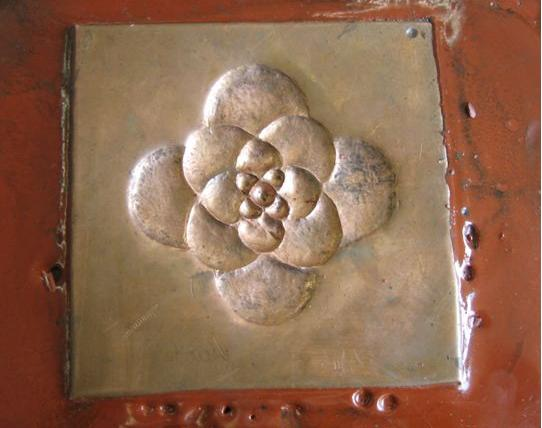
Zpracování plechu: je položen v poddajném tmelu, který umožňuje deformaci plechu při úderech

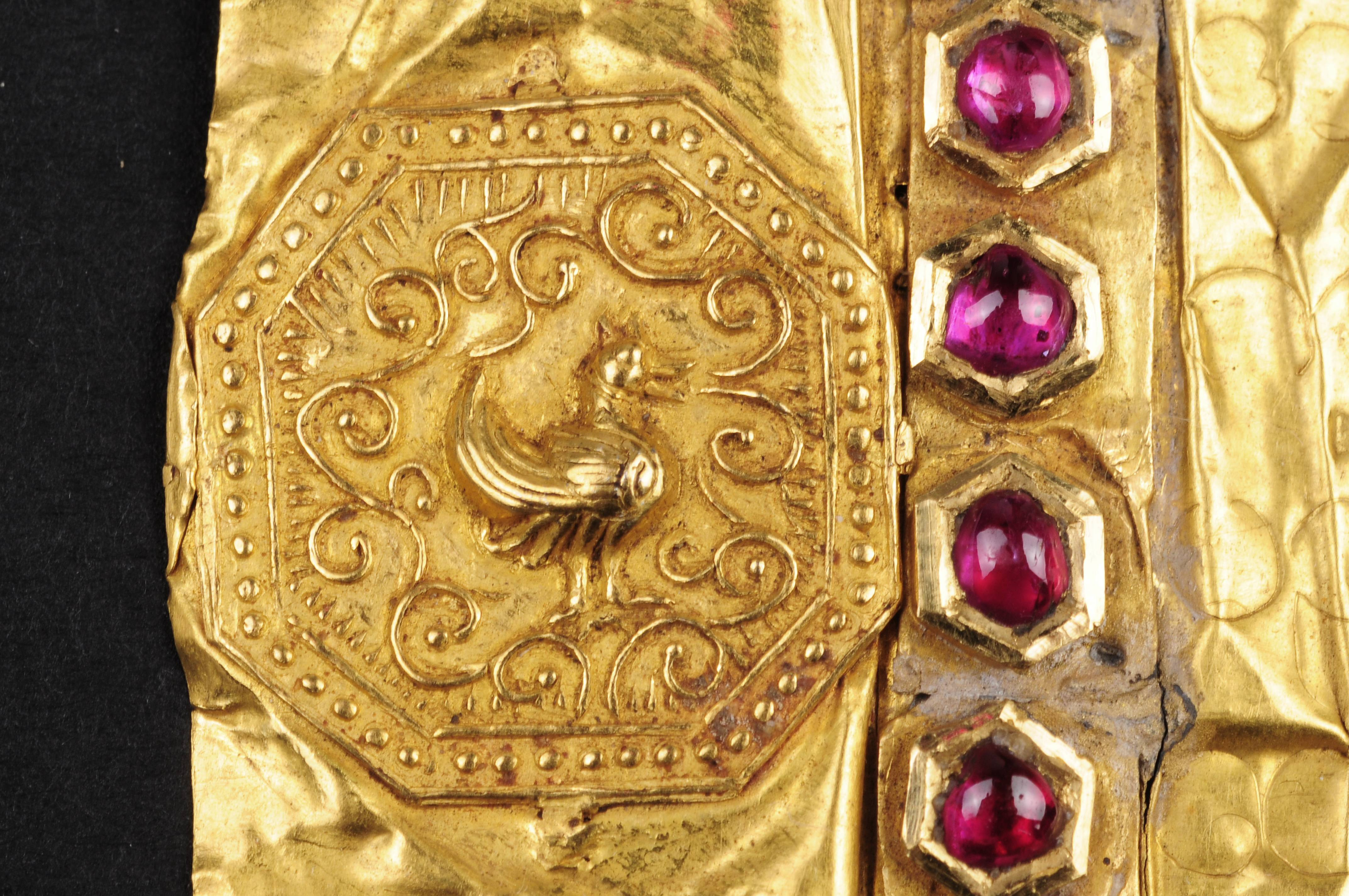
Zlatý dopis barmského krále Alaungphaye britskému králi Jiřímu II. z roku 1756 (detail: mytický pták Hamsa, královská pečeť a několik rubínů)

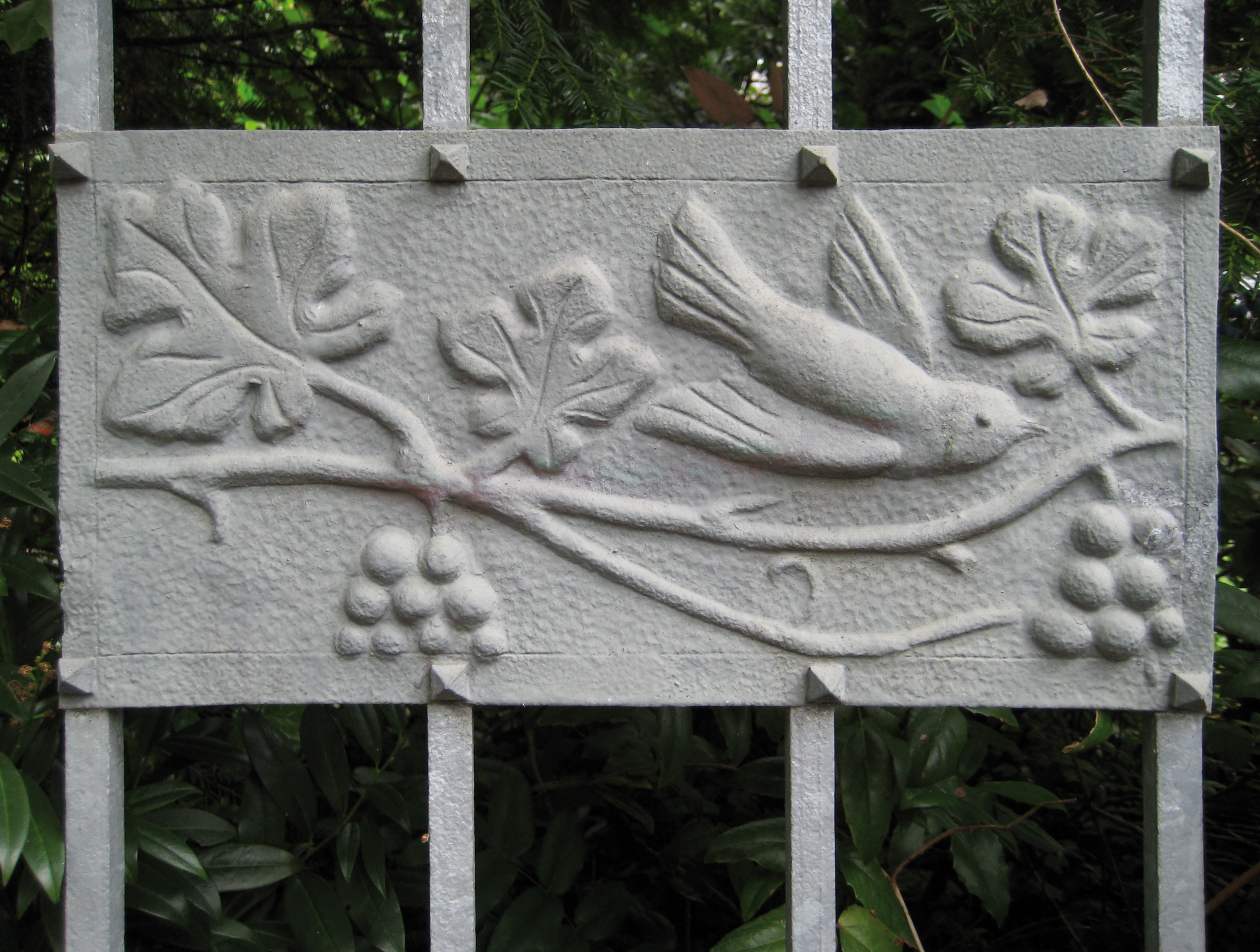
Tepaná práce z plechu na plotu vily ve Wiesbadenu (kolem 1910)

Tepání je velmi stará technika používaná při zpracování kovů. Jedná se o prohýbání, vytahování, stahování apod. rovného plechu do výšky, hloubky, do oblých nebo ostrých záhybů, aby bylo dosaženo požadovaného tvaru. Jedním z dokladů tohoto umění je maska Tutanchamónovy tváře vytepaná z jednoho kusu zlatého, vysoce vyleštěného plechu.

## Nástroje, nářadí a přípravky kovotepce
- Kladiva (hladicí, vyhlazovací, hladicí jednostranné, rovnací, vyhlubovací i jiná, s pracovní plochou tvrzenou, broušenou nebo leštěnou); na ocelovém plechu, kde nesmějí zůstat stopy po kladivu, se používají kladiva měděná, jejichž pracovní plochu je vykována podle potřeby
- Čakany – rýhováky, modelováky, hnáče a perličky
- Paličky (měděné, tombakové, popř. hliníkové plechy; paličku pro tepání upravíme tak, že jednu stranu seřízneme, aby tvořila nos podobný nosu kladiva a druhou stranu orašplujeme do tvaru polokoule),
- Babky (malé kovadlinky zhotovené z cementované oceli, jejich pracovní plochy jsou kaleny a broušeny, zespodu jsou opatřeny čepem, kterým se upevňují ve špalku),
- Pěsti (slouží k vytepávání nebo přerovnávání tepaných plechů, jsou opatřeny čepem pro upevnění do špalku),
- Trubky (k protepání mělkých misek, na horním konci rozevřené, dole zkované do čtyřhranu nebo zploštělé stisknutím stěn trubky k sobě; horní hrana musí být čistě zaoblena, aby nepoškodila při tepání plech),
- Rohatiny (jsou druhem malé úzké kovadlinky s dvěma dlouhými štíhlými rohy, na nichž lze stáčet/zakřížovat/, vyrovnávat, sklepávat, ohýbat kužele z plechu nebo provádět jiné podobné práce; povrch je cementován a broušen, dole je opatřena čepem na zasazení do špalku),
- Obrubníky a přeložníky (používají se na kratší přehyby nebo obruby/lemy, které nelze zhotovit na ohýbačce; protože mají ostré hrany, používáme při práci paličky),
- Vidlice (přípravky na vyrážení a modelování hlavních žil v osách tepaných lupenů)
- Podložky (tvrdší olovo např. s antimonem, měkké olovo po ranami kladiva příliš ustupuje a je potřeba jej často přelévat; dřevěný špalek posypaný okujemi; podložky z kůže, linolea, pryže nebo plsti).

## Postupy
Tepat lze zatepla (plechy nad 2 mm tloušťky) i zastudena (tenké ocelové plechy). Měděné plechy a plechy ze slitin mědi se tepají za studena ještě při tloušťce 2 až 3 mm. Hlubší tahy se musí během práce několikrát žíhat.